# 엘 테무르
엘 테무르(몽골어: ᠡᠯᠲᠡᠮᠦᠷ El Temür 1285년 ~ 1333년 5월)는 원나라의 정치가인 중서우승상이자, 태사(太師)이고, 그전에는 킵차크 칸국의 제9대 칸 우즈베크 칸의 친위대 사령관이었다. 태평왕(太平王)이라는 지위를 가지고 있다.
1328년부터는 원나라의 실권자였으며, 원 문종때에는 중서우승상이었다.

## 생애
킵차크의 부족장 가문에서 태어났으며 할아버지 토토가쿠는 몽케의 동생 쿠빌라이의 측근으로, 시리기의 반란과 고민, 카다안의 반란 등 쿠빌라이 치세 말기 몽골 제국의 반란 진압에 참여했다. 아버지인 손쿠루는 후일 즉위하기 전의 퀼리그 칸 카이산을 도와 오고타이 칸국의 카이두 와 교전하는데 참여했다. 이 때 소년이었던 엘 테무르도 아버지를 따라 군사를 이끌고 출정, 퀼리그 칸 카이산의 휘하에서 활약했다. 이때부터 그는 퀼리그 칸 카이산의 총애를 받게 된 계기가 되었으며, 이후 당시 킵차크 칸국의 친위대 사령관을 지내게 된 그는 자신을 총애한 퀼리그 칸 카이산이 황제로 즉위하자 원나라의 좌군지휘사에 임명되었다. 이후  예순테무르가 즉위하자 그는 첨추밀원사(僉樞密院事)에 임명되었다. 
1328년 예순테무르가 붕어하고 투그테무르가 첨추밀원사 엘 테무르에 의해 대도에서 황제로 즉위하였다. 그의 형 쿠살라는 먼 중앙 아시아에 머물렀기 때문이었다. 한편 예순테무르의 아들 라기바그는 상도에서 즉위하였다. 라기바그와 투그테무르 사이의 황위 쟁탈전에서 투그테무르가 승리하였다. 
투그테무르를 옹립한 공로로 그는 다르칸(答拉罕)이라는 호를 받고 세습지위로 지정되었으며, 태평왕(太平王)의 작위를 받았다.
그러나 제위 쟁탈전을 지켜본 투그테무르의 형 쿠살라는 원나라와 차가타이 칸국의 여러 장군들을 모아서 편성한 월등한 대군으로 카라코룸에 입성하였다. 형의 대군에 두려움을 느낀 투그테무르는 양위를 선언하고 다음해 엘 테무르는 동생의 양위 소식을 쿠살라에게 전하러 가고 대도 사람들은 그를 환영하였다. 쿠살라는 카라코룸에서 즉위하고 투그테무르는 황태제가 되었다. 대도로 가던 쿠살라는 투그테무르와 만나고 4일 후에 엘 테무르에 의해 독살되었다. 정사에는 등장하지 않으나, 야사와 전설에는 그가 쿠살라에게 약을 먹여 독살했다 한다. 그리하여 투그테무르는 복위하였다.
엘 테무르는 쿠살라의 아들 토곤 테무르를 자신의 사저에서 양육하였다. 투그 테무르는 1332년에 사망하였고 자신의 아들 엘 테구스가 있었지만 쿠살라의 아들이 황위를 계승하도록 유언을 남겼다. 일설에는 투그 테무르의 황후 부다시리가 자신의 아들이 황제가 되는 것을 나이가 어리다는 이유로 사양했다고도 한다. 이에 엘 테무르는 토곤 테무르 대신 쿠살라의 또다른 아들 린친발을 1332년 10월 칸으로 추대하였다. 그러나 린친발은 그해 12월 갑자기 사망한다. 린친발 카안이 사망하자 그는 다시 부다시리 카툰을 설득, 엘 테구스를 황제로 옹립하려 했으나 부다시리 카툰은 남편의 유지를 이유로 계속 거절했다.
그러나 토곤 테무르는 이 시기 권력을 장악하던 승상이자, 태평왕(太平王) 엘 테무르에게 묶여 있어, 엘 테무르가 병사할 때까지 정식으로 즉위할 수 없었다. 거기에 엘 테무르의 사후에는 아스트 친위대 사령관인 메르키트 바얀이 엘 테무르의 아들 텡기스와 타라카이의 반란을 토벌하고 황제를 능가하는 권력을 장악했고, 1340년에는 메르키트 바얀의 조카 토크토가 백부를 쿠데타로 축출하고 그 권력을 빼앗는 등, 원나라의 궁정은 거의 군벌의 내부항쟁에 의해 움직이고 있었다.

## 가족 관계
- 아들 : 텡기스
- 아들 : 타라카이
- 딸 : 다나슈리

## 기년
| 엘테무르    | 원년           | 2년            |
| ----------- | -------------- | -------------- |
| 서력 (西曆) | 1332년         | 1333년         |
| 간지 (干支) | 임신(壬申)     | 계유(癸酉)     |
| 연호 (年號) | 지순(至順) 3년 | 지순(至順) 4년 |

## 엘 테무르가 등장한 작품
- 《기황후》(MBC, 2013년~2014년, 배우:전국환)

| 전임 영종 린친발 카안 | 몽골 제국/원나라의 섭정 1332년 12월 17일 ~ 1333년 4월 혹은 5월 | 후임 부다시리 카툰 (섭정) 순제 토곤테무르 카안 |